# Liste der Nummer-eins-R&B-Alben in den USA (1973)
Dies ist eine Liste der Nummer-eins-Alben in den von Billboard ermittelten Verkaufscharts für R&B-Alben in den USA im Jahr 1973. In diesem Jahr gab es neunzehn Nummer-eins-Alben.
| ← 1972 ← | Liste der Nummer-eins-R&B-Alben in den USA | Liste der Nummer-eins-R&B-Alben in den USA | Liste der Nummer-eins-R&B-Alben in den USA | 1974 →                    |
| \| Zeitraum \| Wo. ges. \| Interpret \| Titel \| Zusätzliche Informationen \| \| (Zeitraum, Wochen auf Platz eins, Interpret, Titel, zusätzliche Informationen) \| \| \| \| \| \| ------------------------------------------------------------------------------ \| -------- \| ------------------------ \| ----------------------------- \| ------------------------- \| \| 30. Dezember 1972 – 5. Januar 1973 1 Woche (insgesamt 5) \| 5 \| Al Green \| I’m Still in Love with You[1] \| - \| \| 6. Januar 1973 – 19. Januar 1973 2 Wochen (insgesamt 2) \| 2 \| Billy Paul \| 360 Degrees of Billy Paul[2] \| - \| \| 20. Januar 1973 – 9. Februar 1973 3 Wochen (insgesamt 3) \| 3 \| Stevie Wonder \| Talking Book[3] \| - \| \| 10. Februar 1973 – 30. März 1973 7 Wochen (insgesamt 7) \| 7 \| War \| The World Is a Ghetto[4] \| - \| \| 31. März 1973 – 13. April 1973 2 Wochen (insgesamt 2) \| 2 \| Various Artists \| Wattstax: The Living Word[5] \| - \| \| 14. April 1973 – 27. April 1973 2 Wochen (insgesamt 2) \| 2 \| Gladys Knight & the Pips \| Neither One of Us[6] \| - \| \| 28. April 1973 – 11. Mai 1973 2 Wochen (insgesamt 2) \| 2 \| The Temptations \| Masterpiece[7] \| - \| \| 12. Mai 1973 – 1. Juni 1973 3 Wochen (insgesamt 3) \| 3 \| The Spinners \| Spinners[8] \| - \| \| 2. Juni 1973 – 8. Juni 1973 1 Woche (insgesamt 1) \| 1 \| New Birth \| Birth Day[9] \| - \| \| 9. Juni 1973 – 22. Juni 1973 2 Wochen (insgesamt 5) \| 5 \| Al Green \| Call Me[10] \| - \| \| 23. Juni 1973 – 6. Juli 1973 2 Wochen (insgesamt 2) \| 2 \| Isaac Hayes \| Live at the Sahara Tahoe[11] \| - \| \| 7. Juli 1973 – 20. Juli 1973 2 Wochen (insgesamt 2) \| 2 \| Barry White \| I’ve Got So Much to Give[12] \| - \| \| 21. Juli 1973 – 3. August 1973 2 Wochen (insgesamt 2) \| 2 \| Curtis Mayfield \| Back to the World[13] \| - \| \| 4. April 1973 – 24. August 1973 20 Wochen (insgesamt 3) \| 3 \| Sly & the Family Stone \| Fresh[14] \| - \| \| 25. August 1973 – 7. September 1973 2 Wochen (insgesamt 2) \| 2 \| Diana Ross \| Touch Me in the Morning[15] \| - \| \| 8. September 1973 – 21. September 1973 2 Wochen (insgesamt 2) \| 2 \| Stevie Wonder \| Innervisions[16] \| - \| \| 22. September 1973 – 28. September 1973 1 Woche (insgesamt 1) \| 1 \| War \| Deliver The Word[17] \| - \| \| 29. September 1973 – 14. Dezember 1973 11 Wochen (insgesamt 11) \| 11 \| Marvin Gaye \| Let’s Get It On[18] \| - \| \| 15. Dezember 1973 – 28. Dezember 1973 2 Wochen (insgesamt 2) \| 2 \| Gladys Knight & the Pips \| Imagination[19] \| - \| |                                            |                                            |                                            |                           |
| ← 1972 |                                            |                                            |                                            | → 1974 →                  |
| Zeitraum | Wo. ges.                                   | Interpret                                  | Titel                                      | Zusätzliche Informationen |
| (Zeitraum, Wochen auf Platz eins, Interpret, Titel, zusätzliche Informationen) |                                            |                                            |                                            |                           |
| 30. Dezember 1972 – 5. Januar 1973 1 Woche (insgesamt 5) | 5                                          | Al Green                                   | I’m Still in Love with You                 | -                         |
| 6. Januar 1973 – 19. Januar 1973 2 Wochen (insgesamt 2) | 2                                          | Billy Paul                                 | 360 Degrees of Billy Paul                  | -                         |
| 20. Januar 1973 – 9. Februar 1973 3 Wochen (insgesamt 3) | 3                                          | Stevie Wonder                              | Talking Book                               | -                         |
| 10. Februar 1973 – 30. März 1973 7 Wochen (insgesamt 7) | 7                                          | War                                        | The World Is a Ghetto                      | -                         |
| 31. März 1973 – 13. April 1973 2 Wochen (insgesamt 2) | 2                                          | Various Artists                            | Wattstax: The Living Word                  | -                         |
| 14. April 1973 – 27. April 1973 2 Wochen (insgesamt 2) | 2                                          | Gladys Knight & the Pips                   | Neither One of Us                          | -                         |
| 28. April 1973 – 11. Mai 1973 2 Wochen (insgesamt 2) | 2                                          | The Temptations                            | Masterpiece                                | -                         |
| 12. Mai 1973 – 1. Juni 1973 3 Wochen (insgesamt 3) | 3                                          | The Spinners                               | Spinners                                   | -                         |
| 2. Juni 1973 – 8. Juni 1973 1 Woche (insgesamt 1) | 1                                          | New Birth                                  | Birth Day                                  | -                         |
| 9. Juni 1973 – 22. Juni 1973 2 Wochen (insgesamt 5) | 5                                          | Al Green                                   | Call Me                                    | -                         |
| 23. Juni 1973 – 6. Juli 1973 2 Wochen (insgesamt 2) | 2                                          | Isaac Hayes                                | Live at the Sahara Tahoe                   | -                         |
| 7. Juli 1973 – 20. Juli 1973 2 Wochen (insgesamt 2) | 2                                          | Barry White                                | I’ve Got So Much to Give                   | -                         |
| 21. Juli 1973 – 3. August 1973 2 Wochen (insgesamt 2) | 2                                          | Curtis Mayfield                            | Back to the World                          | -                         |
| 4. April 1973 – 24. August 1973 20 Wochen (insgesamt 3) | 3                                          | Sly & the Family Stone                     | Fresh                                      | -                         |
| 25. August 1973 – 7. September 1973 2 Wochen (insgesamt 2) | 2                                          | Diana Ross                                 | Touch Me in the Morning                    | -                         |
| 8. September 1973 – 21. September 1973 2 Wochen (insgesamt 2) | 2                                          | Stevie Wonder                              | Innervisions                               | -                         |
| 22. September 1973 – 28. September 1973 1 Woche (insgesamt 1) | 1                                          | War                                        | Deliver The Word                           | -                         |
| 29. September 1973 – 14. Dezember 1973 11 Wochen (insgesamt 11) | 11                                         | Marvin Gaye                                | Let’s Get It On                            | -                         |
| 15. Dezember 1973 – 28. Dezember 1973 2 Wochen (insgesamt 2) | 2                                          | Gladys Knight & the Pips                   | Imagination                                | -                         |